# Euphorbia biconvexa
Euphorbia biconvexa är en törelväxtart som beskrevs av Karel Domin. Euphorbia biconvexa ingår i släktet törlar, och familjen törelväxter. Inga underarter finns listade i Catalogue of Life.